# Lijst van ambans in Tibet
Dit is een complete lijst van alle benoemde ambans en vice-ambans in Tibet van de periode 1727-1911.
Deze lijst is gebaseerd op onderzoek door Josef Kolmaš, dat gepubliceerd is in 2003. Deze lijst wijkt af van soortgelijke lijsten, gebaseerd op basis van onderzoek van Kolmas dat gepubliceerd werd in 1994.
Op de lijst op deze pagina worden meerdere benoemingen van dezelfde persoon als een aparte benoeming vermeld.
- A=Amban
- VA= Vice-amban

De betreffende functionarissen in Tibet werden pas vanaf 1750 met de titel amban aangeduid. De eerste op deze lijst met deze titel is nr. 21 Bandi.
1. Sengge 1727- 1733
2. Mailu 1727-173
3. Zhouying 1727-1729
4. Baojinzhong 1729-1732
5. Qingbao 1731-1734
6. Miaoshou 1731-1734
7. Lizhu 1732-1733
8. Mala Nos 1733-1736
9. A'erxun 1734
10. Nasutai 1734-1737
11. Hangyilu 1737-1738
12. Jishan 1738-1741
13. Suobai 1741-1744,
14. Fucin 1744-1748
15. Suobai 1747-1748
16. Labdon 1748-1749
17. Jishan 1749-1750
18. Fucin 1749-1750
19. Labdon 1750
20. Tongning 1750
21. Bandi 1750-1752 (de eerste met de titel Amban) A.
22. Namuzhuar 1750-1752. VA
23. Duo'erji 1752-1754 A.
24. Shutai 1752-1756 VA.
25. Zhaohui 1753-1754 VA
26. Salashan 1754-1757 A.
27. Wumitai 1756- 1759 VA
28. Guanbao 1757-1761 A.
29. Jifi 1759-1761 VA
30. Funai 1761-1764 A.
31. Fujing 1761-1764 VA
32. Aminertu 1764-1766 A.
33. Machang 1764-1767 VA
34. Guanbao 1766-1767 A.
35. Manggulai 1767-1773 A.
36. Changzai 1760-1771 VA
37. Suolin 1771-1773 VA
38. Hengxiu 1773-1776 VA
39. Wumitai 1773-1775 A.
40. Liubaozhu 1775-1779, A
41. Hengrui 1776-1780 VA
42. Suolin 1779-1780 A.
43. Baotai 1780-1783 VA
44. Boqing'e 1780-1785 A.
45. Qingling 1783-1788 VA
46. Liubaozhu 1785-1786 A.
47. Yamantai 1786- 1788 VA
48. Fozhi 1788-1789 A.
49. Shulian 1788-1790 A.
50. Pufu 1789-1790 VA
51. Pufu 1790 A
52. Yamantai 1790-1791 VA
53. Baotai 1790-1791 A
54. Kuilin 1791 A.
55. Shulian, 1791-1792 VA.
56. Ehui 1791-1792 A.
57. Elendengbao 1792 VA
58. Helin 1792-1794 A.
59. Hening 1793-1800 VA
60. Songyun 1794-1799 A.
61. Yingshan 1799-1803 A.
62. Hening 1800 A.
63. Funing 18011803 VA
64. Funing 1803-1804 A.
65. Chenglin 1803-1805 VA
66. Cebake 1804-1805 A.
67. Wenbi 1805-1808, VA
68. Yuning 1805-1808 A.
69. Wenbi 1808-1811 A.
70. Longfu 1808-1809 VA
71. Qinghui 1811-1812 VA
72. Hutuli 1811-1813 A.
73. Xiangbao 1812-1814 VA
74. Ximing 1812-1814 VA
75. Ximing 1814-1817 A.
76. Keshike 1814-1819 VA
77. Wen'gan 1820-1823 A.
78. Nadanzhu 1821 VA
79. Baochang 1821-1825 VA
80. Songting 1823-1827 A.
81. Dunliang 1825-1826 VA
82. Guangxing 1826-1828 VA
83. Shengtai 1828-1830 VA
84. Xingke 1830 VA
85. Xingke 1830-1833 A
86. Longwen 1830-1833 VA
87. Longwen 1833-1834 A.
88. Xu Kun 1833-1834 VA
89. Wenwei 1834-1835, A
90. Songlian 1834 VA
91. Nadang'a 1834 VA
92. Qinglu 1834-1836 VA
93. Qinglu 1836 A.
94. Eshun'an 1836-1837 VA
95. Guanshengbao 1836-1839 A.
96. Naerjing 1837- 1838 VA
97. Meng Bao 1838-1839 VA
98. Meng Bao 1839-1842 A.
99. Haipu 1839 -1842 VA
100. Haipu 1842-1843 A.
101. Nahaleng'e 1842 VA
102. Zhong Fang 1842-1844 VA
103. Meng Bao 1843 A.
104. Qishan 1843-1847 A.
105. Ruiyuan 1844-1846 A
106. Wenkang 1846 VA
107. Mutenge 1846-1848 VA
108. Binliang 1847-1848 A
109. Mutenge 1848- 1852 A.
110. Chongen 1848-1849 VA
111. Eshuan' an 1849-1851 VA
112. Enteheng"e 1851 - 1852 VA
113. Baoqing 1852-1852 VA
114. Haimei 1852 A.
115. Zhunling 1852-1854 VA
116. Wenwei 1853 A.
117. Hetehe 1853-1857 A.
118. Yujian 1854 VA
119. Manqing 1855-1857 VA
120. Manqing 1857-1862 A.
121. Ancheng 1857 VA
122. Enqing 1857-1862 VA
123. Chongshi 1859-1861 A
124. Jing Wen 1861-1869 A.
125. Enlin 1867-1868 VA
126. Enlin 1868-1872 A
127. Detai 1868- 1873 VA
128. Chengii 1872-1876 A
129. Xikai 1873-1876 VA
130. Songgui 1874-1879 A
131. Guifeng 1876=1878 VA
132. Xizhen 1878-1879 VA
133. Selenge'e 1879 VA
134. Selenge'e 1879-1885 A.
135. Weiqing 1879- 1882 VA
136. Chonggang 1882-1886 VA
137. Wenshi 1885-1888 A
138. Shangxian 1866 VA
139. Shengtai 1866 VA
140. Changgeng 1888-1890 A.
141. Shengtai 1890-1892 A
142. Shaojian 1890-1891 VA
143. Kuihuan 1891-1892 VA
144. Kuihuan 1892-1896 A.
145. Yan Mao 1892-1894 VA
146. Naqin 1894-1898 VA
147. Wenhai 1896-1900 A
148. Yugang 1898-1900 VA
149. Qing Shan 1900 A
150. Yugang 1900-1902 A
151. Ancheng 1900-1902. VA
152. Youtai 1902-1906 A
153. Naqin 1902-1903. VA
154. Fenqquan 1904-1905 VA
155. Lianyu 1905-1906 VA
156. Lianyu 1906-1912 A
157. Zhang Yintang 1906-1908 VA
158. Zhao Erfeng 1908-1909 A
159. Wen Zongyao 1908- 1910 VA